# Ertso-Tianeti

Carte de l'Ertso-Tianeti

L'Ertso-Tianeti (en géorgien : ერწო-თიანეთი) est une petite région historico-géographique de Géorgie orientale. Elle est contenue dans la Haute Vallée de l'Iori dans lequel se trouve aujourd'hui le district de Tianeti du mkhare de Mtskheta-Mtianeti. Le nom de la région est une combinaison de ses deux subdivisions : Ertso (ერწო) et Tianeti (თიანეთი).

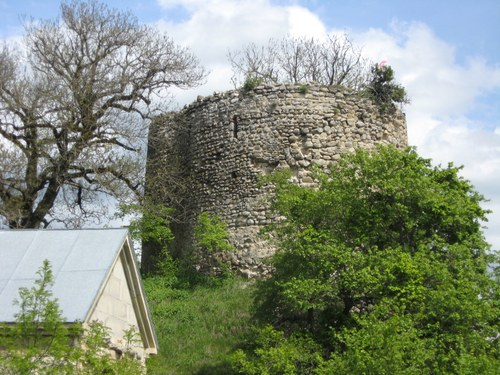
Forteresse de Bochorma

L'Ertso-Tianeti est situé à la base sud du Grand Caucase. Ses frontières historiques comprennent : la Pchavie au nord, la Kakhétie au sud et à l'est, et l'Aragvi à l'ouest. L'Ertso-Tianeti est mentionnée pour la première fois dans les sources du XIe siècle concernant la conversion de l'Ibérie au christianisme dans les années 330. En 1614, la région est entièrement dépeuplée à la suite de l'invasion persane du royaume de Kakhétie, où est alors intégré l'Ertso-Tianeti. Les villages vides de la région sont par la suite occupés par des immigrants venant des districts montagnards de Géorgie.

## Sources
- (en) Cet article est partiellement ou en totalité issu de l’article de Wikipédia en anglais intitulé « Ertso-Tianeti » (voir la liste des auteurs).

- (ka) « Histoire du district de Tianeti », sur Site officiel de l'administration de Mtskheta-Mtianeti (consulté le 22 octobre 2010)